# Mía Taveras
Mía Lourdes Taveras López (Santiago de los Caballeros, 4 luglio 1986) è una modella dominicana, eletta Miss Repubblica Dominicana 2006.

## Biografia
La Taveras era la rappresentante della provincia di Santiago durante il concorso che si è svolto il 18 dicembre 2005, e che ha visto la Taveras vincitrice. Mia Taveras ha inoltre ottenuto la fascia di Miss Rostro e Best National Costume.
In qualità di rappresentante della Repubblica Dominicana, la Taveras ha quindi partecipato a Miss Universo 2006, dove però non è riuscita ad ottenere un piazzamento. In compenso nello stesso anno ha vinto i concorsi di Miss Continente Americano e la prima edizione di Miss Global Cities.
Mia Taveras, che al momento dell'incoronazione era una studentessa di ingegneria gestionale presso la Pontificia Universidad Católica Madre y Maestra, ha in seguito intrapreso la carriera di attrice, recitando tra gli altri nella telenovela Tropico..